# 1001 Gaussia
1001 Gaussia là một tiểu hành tinh vành đai chính quay quanh Mặt Trời. Ban đầu nó có tên là 1923 OA. Sau đó nó được đặt tên theo nhà toàn học Carl F. Gauss.